# Disney Television Studios
Disney Television Studios — американское телевизионное подразделение Disney Entertainment Television, основанное 15 мая 2019 года после приобретения компании 21st Century Fox.
Текущие активы подразделения включают: 20th Television, 20th Television Animation и Walt Disney Television Alternative.